# مارغريتا هاك
مارغريتا هاك (بالإيطالية: Margherita Hack)‏ (و. 1922 – 2013 م) هي بروفسورة، وعالمة فيزياء فلكية، وفيزيائية، وعالمة فلك، وكاتبة غير روائية من إيطاليا. ولدت في فلورنسا.
توفيت في ترييستي، عن عمر يناهز 91 عاماً.

## التعليم
تعلمت في جامعة فلورنسا.

## جوائز
حصلت على جوائز منها:
- نيشان الاستحقاق للجمهورية الإيطالية من رتبة الصليب الأعظم (28 مايو 2012)[6]
- نيشان الاستحقاق الإيطالي للثقافة والفنون [الإنجليزية]‏ (27 مايو 1998).